# Trachylepis vato
Trachylepis vato är en ödleart som beskrevs av  Ronald Archie Nussbaum och RAXWORTHY 1994. Trachylepis vato ingår i släktet Trachylepis och familjen skinkar. IUCN kategoriserar arten globalt som livskraftig.
Artens utbredningsområde är Madagaskar. Inga underarter finns listade i Catalogue of Life.